# Friedrich Wagner (Politiker)
Friedrich Wagner (* 1792 in Freiburg im Breisgau; † 1862 ebenda) war von 1839 bis 1848 und von 1852 bis 1859 Bürgermeister von Freiburg.

## Leben
Friedrich Wagner war Druckereibesitzer, Verleger und Inhaber der Universitäts- und Schulbuchhandlung in Freiburg. Im Jahre 1839 wählten die Freiburger Wagner zum Bürgermeister. In seine Amtszeit fällt die Erweiterung der Stadt nach Süden, der Ausbau der Wasserversorgung, die Inbetriebnahme des Freiburger Bahnhofs und der Bau der Kunst- und Festhalle im Stadtgarten.
In der Badischen Revolution trat der konservative Wagner am 7. März 1848 zurück. Am 28. März 1848 übernahm sein Vorgänger Joseph von Rotteck vorübergehend wieder das Bürgermeisteramt.
Nach den Wirren der Revolution ernannte die Badische Regierung den Juristen Johann Baptist Rieder Ende Januar 1850 zum Bürgermeister, der am 9. Dezember 1851 vom Gemeinderat bestätigt wurde. Doch Rieder liebte das Amt nicht und trat kurz nach seiner Wahl zurück. Die Stelle blieb bis zum Oktober 1852 vakant. Da übernahm Wagner erneut den Posten des Bürgermeisters, doch nur unter der Bedingung, dass er jederzeit zurücktreten dürfe. Wagner blieb noch sieben Jahre im Amt. In dieser Zeit wurde die Günterstalstraße angelegt.  Im Frühjahr 1859 bat Wagner um seine Entlassung. Er starb 1862.